# Championnat des Antilles néerlandaises de football 1967
Navigation
Saison précédente Saison suivante
La saison 1967 du Championnat des Antilles néerlandaises de football est la septième édition de la Kopa Antiano, le championnat des Antilles néerlandaises. Les deux meilleures équipes de Curaçao et d'Aruba se rencontrent lors d'un tournoi inter-îles. 
Les quatre clubs qualifiés sont regroupés au sein d'une poule unique où chaque équipe rencontre deux fois ses adversaires. L'équipe en tête de la poule est sacrée championne des Antilles néerlandaises.
C'est le RKSV Scherpenheuvel, vice-champion de Curaçao, qui est sacré cette saison après avoir terminé en tête de la poule, devant le CRKSV Jong Colombia, le tenant du titre. Il s’agit du tout premier titre de champion des Antilles néerlandaises de l’histoire du club.
Le vainqueur de la Kopa Antiano se qualifie pour la Coupe des champions de la CONCACAF 1968.

## Compétition
Le barème utilisé pour établir le classement est le suivant :
- Victoire : 2 points
- Match nul : 1 point
- Défaite : 0 point

### Championnat d'Aruba
Le SV Dakota est sacré champion d'Aruba, après avoir terminé en tête du classement final, devant le SV Bubali. Les deux clubs se qualifient pour la Kopa Antiano.

### Championnat de Curaçao
| Rang | Équipe                    | Pts | J  | G  | N | P | Bp | Bc | Diff |
| ---- | ------------------------- | --- | -- | -- | - | - | -- | -- | ---- |
| 1    | CRKSV Jong ColombiaT      | 25  | 14 | 12 | 1 | 1 | 42 | 13 | +29  |
| 2    | RKSV Scherpenheuvel       | 18  | 14 | 8  | 2 | 4 | 38 | 18 | +20  |
| 3    | Sport Unie Brion-Trappers | 15  | 14 | 6  | 3 | 5 | 27 | 22 | +5   |
| 4    | RKVFC Sithoc              | 15  | 14 | 5  | 5 | 4 | 20 | 18 | +2   |
| 5    | SV Veendam                | 12  | 14 | 3  | 6 | 5 | 19 | 25 | -6   |
| 6    | CRKSV Jong Holland        | 12  | 14 | 4  | 4 | 6 | 25 | 37 | -12  |
| 7    | VESTA WillemstadP         | 9   | 14 | 3  | 3 | 8 | 18 | 37 | -19  |
| 8    | Centro Deportivo Mahuma   | 6   | 14 | 1  | 4 | 9 | 17 | 36 | -19  |

|  | Champion de Curaçao 1967 et qualification pour la Kopa Antiano |
|  | Qualification pour la Kopa Antiano                             |
|  | Relégation directe en deuxième division                        |
|  | T : Tenant du titre P : Promu de deuxième division             |

### Kopa Antiano
| Rang | Équipe               | Pts | J | G | N | P | Bp | Bc | Diff |  | Résultats (▼ dom., ► ext.) | Sch | JCo | Bub | Dak |
| ---- | -------------------- | --- | - | - | - | - | -- | -- | ---- |  | -------------------------- | --- | --- | --- | --- |
| 1    | RKSV Scherpenheuvel  | 10  | 6 | 4 | 2 | 0 | 16 | 5  | +11  |  | RKSV Scherpenheuvel        |     | 2-2 | 4-0 | 2-0 |
| 2    | CRKSV Jong ColombiaT | 9   | 6 | 3 | 3 | 0 | 16 | 7  | +9   |  | CRKSV Jong ColombiaT       | 2-2 |     | 3-0 | 4-0 |
| 3    | SV Bubali            | 3   | 6 | 1 | 1 | 4 | 6  | 16 | -10  |  | SV Bubali                  | 1-3 | 2-4 |     | 2-1 |
| 4    | SV Dakota            | 2   | 6 | 0 | 2 | 4 | 3  | 13 | -10  |  | SV Dakota                  | 0-3 | 1-1 | 1-1 |     |

|  | Qualification pour la Coupe des champions de la CONCACAF 1968 |
|  | T : Tenant du titre                                           |

## Bilan de la saison
| Championnat des Antilles néerlandaises de football 1967 |                                 |
| Champion                                                | RKSV Scherpenheuvel (1er titre) |
| Qualifications continentales                            |                                 |
| Coupe des champions de la CONCACAF 1968                 | RKSV Scherpenheuvel             |
| Promotions et relégations                               |                                 |
| Promus en Kopa Antiano                                  | Aucun                           |
| Relégués                                                | Aucun                           |